# Diccionari teòric
Un diccionari teòric és un diccionari descriptiu
adreçat a lingüistes i a lexicògrafs que és coherent amb un model lingüístic
teòric determinat. També es denomina diccionari
formal o prototip de diccionari.

## Característiques
El
concepte diccionari teòric engloba un
conjunt d'obres lexicogràfiques orientades cap a la renovació de la lexicografia teòrica i de
la lexicografia pràctica que s'han elaborat a partir de les darreres dècades del segle xx. Els
diccionaris d'aquesta mena comparteixen el caràcter descriptiu, teòric i
formalista, al costat del vessant prototípic.
Pel que
fa a l'aspecte descriptiu, els també anomenats prototips de diccionaris pretenen
exposar el lèxic real d'una llengua presentant totes les possibilitats
semàntiques, morfològiques i gramaticals d'una unitat lèxica en diversitat de
contextos, i intentant mostrar les múltiples relacions que un mot estableix amb
altres formes del lèxic. Quant al caràcter teòric, cada diccionari adopta de
manera rigorosa un determinat model teòric de descripció lingüística, d'acord
amb plantejaments de la lexicografia teòrica, i al marge de les necessitats
comercials immediates de la lexicografia pràctica. D'altra banda, la
formulació d'aquests diccionaris és explícita,
ja que no donen res per suposat; no compten, per tant, amb la competència
lingüística del possible usuari. En concret, s'utilitzen els
sistemes de representació formal de dades que solen incloure els models teòrics
adoptats; es tracta de sistemes allunyats dels sistemes metalexicogràfics
convencionals, per la qual cosa és necessari el coneixement previ del sistema
de representació de dades del model lingüístic per fer ús de diccionaris teòrics.
A més
de la funció descriptiva bàsica, els diccionaris teòrics compleixen una funció prototípica
complementària: exploren les possibilitats d'innovar en productes lexicogràfics.
A causa de l'objectiu científic que tenen, aquesta mena de diccionaris no són
útils a uns usuaris concrets, sinó que són una eina de reflexió per a lingüistes
i lexicògrafs. En aquest sentit, les novetats que proposen els prototips pel
que fa als sistemes de representació de la informació lexicogràfica poden
esdevenir una guia per a la confecció d'altres diccionaris selectius i
específics comercialitzats posteriorment, i adreçats a uns usuaris concrets.

## Classificació
Els
diccionaris teòrics existents es poden ordenar en categories diferents en
funció de l'aspecte que es tingui en compte:
- Segons la finalitat, hi ha diccionaris teòrics per a màquines (lexicografia computacional) i per a usuaris humans (lexicografia convencional).
- Segons el suport, hi ha prototips per a diccionaris en paper i per a diccionaris en suport informàtic.
- Segons el model teòric adoptat, els prototips de diccionaris estan basats en una gramàtica formal o basats en una teoria semàntica. La formalització de dades en el diccionari està relacionada amb el model teòric adoptat i pot ser esquemàtica, codificada formalment, modular o relacional.
- Segons l'abast, hi ha diccionaris teòrics generals, que pretenen reflectir una descripció completa del lèxic d'una llengua, o parcials o selectius, que recullen només algun o alguns aspectes informatius relacionats amb el lèxic, o amb una part del lèxic, d'una llengua. Els d'abast general (per exemple, el lèxic computacional) es caracteritzen per ser exhaustius tant en la nomenclatura del diccionari com en les informacions que formen part de la microestructura del diccionari. Els prototips parcials, tot i presentar limitacions en la nomenclatura seleccionada o incloure una microestructura reduïda, descriuen cada aspecte del lèxic de manera completa.

## Exemples
Al
llarg de l'article "La lexicografia teòrica: els prototips de
diccionaris", Lorente fa referència a cinc exemples
de diccionaris teòrics que s'han comercialitzat o presentat en públic en forma
de projectes. Dos d'aquests productes lexicogràfics són d'abast general:
- Mel'cuk, Igor (1984-1993). Dictionnaire explicatif et combinatoire du français contemporain. Montreal: Les Presses de l'Université de Montréal. És exhaustiu en la nomenclatura i en els continguts informatius. Inclou informacions de tipus semàntic (definicions i restriccions) i de tipus sintàctic (règim, subcategoritzacions categorials, combinacions, fraseologia, etc.). S'inscriu en el marc teòric "Significat-Text", configurat a partir de les propostes de Mel'cuk i Zholkovsky.
- The Universal Basic Dictionary of Contemporary Polish. Projecte presentat a Swidzinski, M.; Szpakowicz (1993, 1994). Adopta, com a model lingüístic de base, la gramàtica estructural del polonès que han proposat els mateixos autors del diccionari.

Els
altres tres diccionaris són d'abast selectiu, centrats en els verbs:
- Lewicka, Halina; Bogacki, Krysztof. (dirs.) (1983). Dictionnaire sémantique et syntactique des verbes français. Warszawa: Panstowowe Wydawnictwo Naukowe.
- Wierzbicka, Anna (1987). English Speech Act Verbs. A semantic dictionary. Sidney: Academic Press Australia. S'inscriu en el marc teòric dels "primitius semàntics".
- Lorente, Mercè (1994). Prototipus de diccionari argumental de verbs catalans, volum II d'Aspectes de lexicografia: Representació i interpretació gramaticals. Adopta el model lingüístic generatiu no-transformacional de la Gramàtica Lèxico-funcional de Joan Bresnan i Ronald Kaplan i les teories sobre l'Estructura Argumental de Grimshaw, Dowty i Alsina.